# Brecqhou
Brecqhou (Brecqhou ou Brechou en anglais) est une petite île Anglo-Normande, située juste à l'ouest de Sercq. Elle fait d’ailleurs politiquement partie de la seigneurie de Sercq, elle-même rattachée au bailliage de Guernesey. Brecqhou est une île privée, très surveillée et son accès public n’est pas autorisé.
L'île a une superficie d’environ 65 hectares ; elle forme l’une des 40 « tenures » qui découpent la seigneurie. Elle n'est séparée de l'île de Sercq que par un chenal étroit d’une quarantaine de mètres  (Le Goulliot) que les marées rendent dangereux. L’île a une forme allongée, environ 300 m dans sa partie la plus grande ; entourée de falaises, elle est constituée d’un plateau situé à une trentaine de mètres au-dessus du niveau de la mer.

## Toponymie

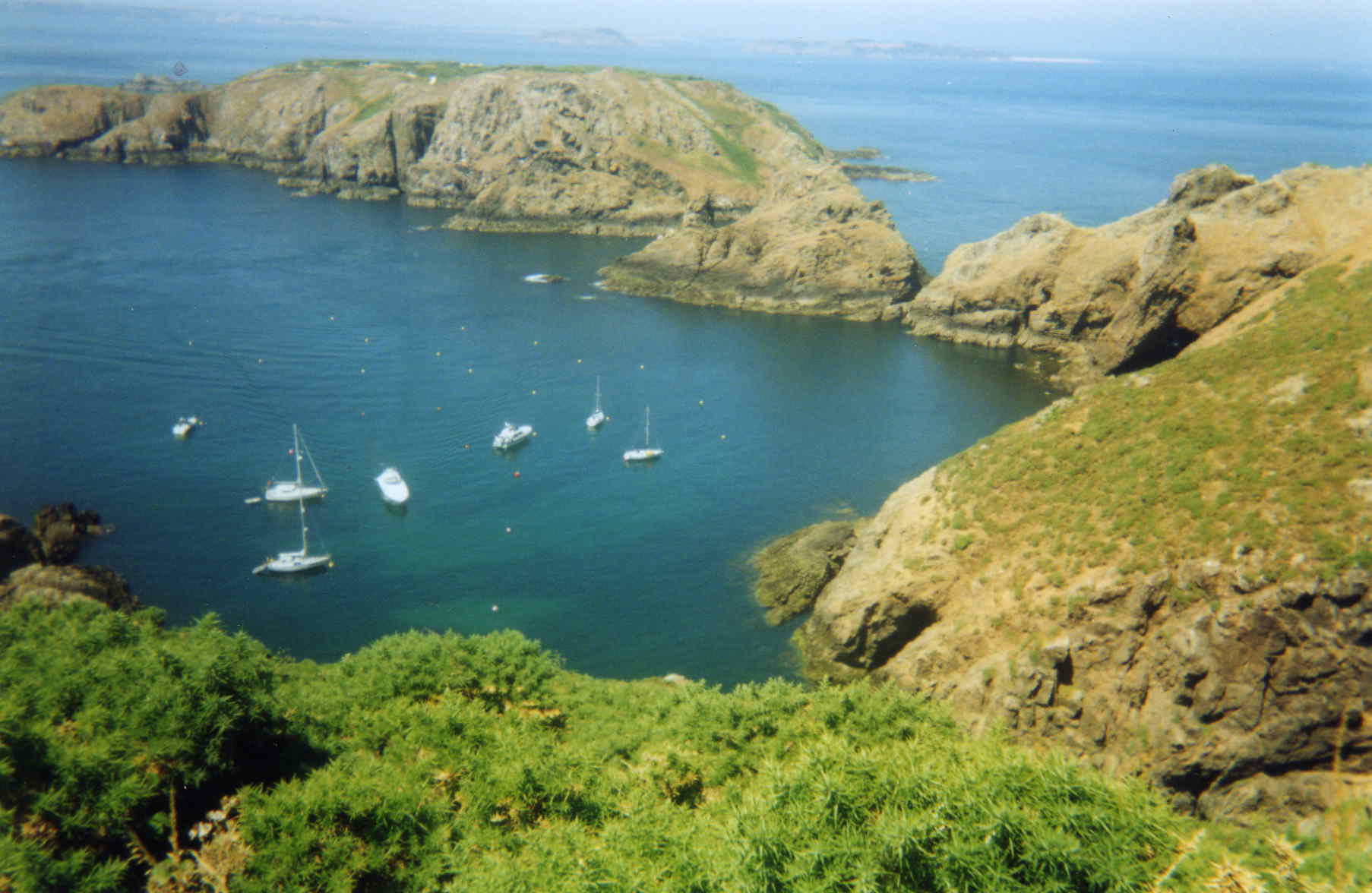
Vue de Brecqhou du sud-est de Sercq.

Le nom de l'île est attesté sous les formes Besargia au IXe siècle et Brakehou en 1309.
Il s'agit d'un nom en -hou souvent attesté sous cette forme en Normandie, notamment dans la Manche (cf. les îles de Burhou, Jéthou, Lihou, etc.), mais aussi précédé d'un article : le Hou .
La plupart des linguistes qui se sont penchés sur cette origine s'accordent à penser qu'il s'agit du terme d'origine saxonne ou anglo-saxonne hōh, variante hō « talon », puis « promontoire en forme de talon, dominant la plaine ou la mer; escarpement rocheux, rivage abrupt », ou encore « légère élévation ». Cet élément s'applique particulièrement bien aux îlots rocheux.
Dans la toponymie anglaise, cet emploi de hōh est absolument parallèle. Il aboutit en finale à -hoo ou -hoe, parfois -(h)ow : ainsi Northoo (Suffolk); Poddinghoo (Worcestershire); Millhoo (Essex); Fingringhoe (Essex); Rainow (Cheshire), etc. En emploi autonome, il apparaît sous la forme Hoe, Hoo, Hooe ou the Hoe, comme the Hoe à Plymouth (Devon), éminence surplombant le port .
Le premier élément représente le vieux norrois brekka « pente, déclivité » qui n'apparait normalement qu'en finale des toponymes d'après Eilert Ekwall (en), comme dans Houllebrecque (Saint-Aubin-de-Crétot, Seine-Maritime) et les toponymes anglais en -breck ou -brack .

## Histoire

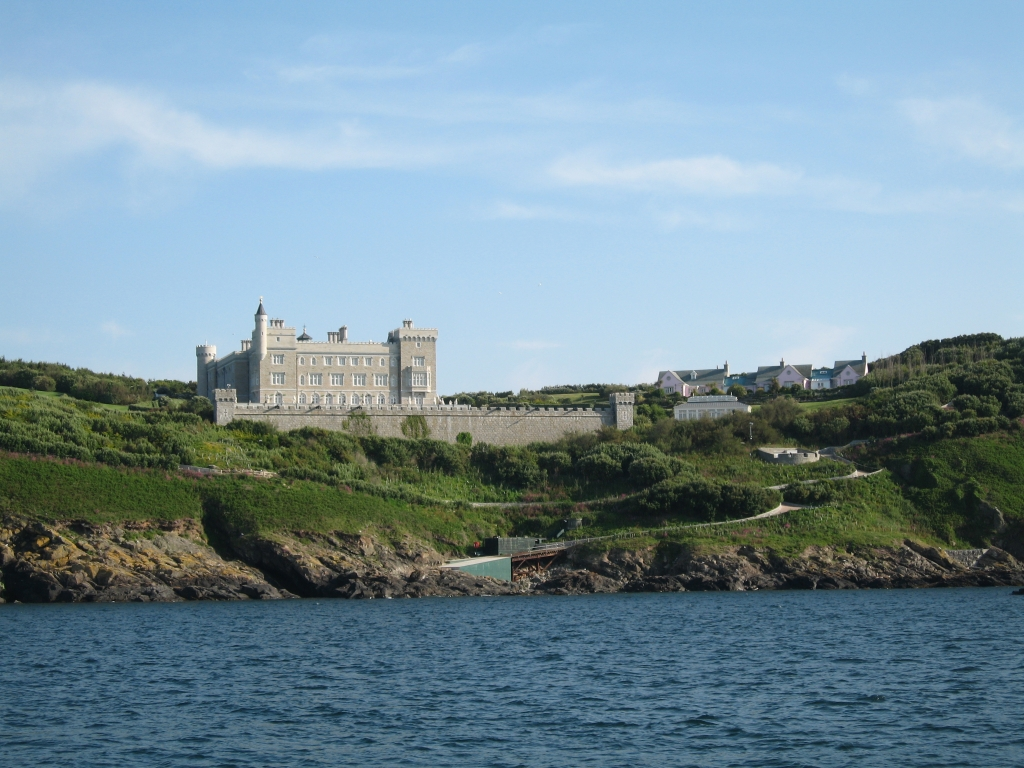
Le château des frères Barclay.

À Sercq, le mot tenant, souvent prononcé à la française, a le sens de propriétaire féodal d'une terre. L'ensemble de la propriété des terres de Sercq est aux mains de 40 tenants représentant les parcelles des 40 familles qui ont colonisé Sercq. En fait, ils ne possèdent pas ces terres en pleine propriété mais ont un bail perpétuel accordé par le seigneur de Sercq, et les 40 « propriétés » ou « tenements » qui divisent l'île en plus des quelques terrains seigneuriaux ne peuvent être transmis que par de strictes règles d'héritage ou de vente.
L'île est occupée par les troupes allemandes lors de la Seconde Guerre mondiale.
De 1966 à 1987, Leonard Joseph Matchan, dont la fortune est liée aux cosmétiques Max Factor, est le tenant de Brecqhou.
En 1993, les frères David et Frederick Barclay, deux hommes d'affaires britanniques présents dans l'immobilier, la distribution et la presse, rachètent le bail emphytéotique de l'île, dont David devient le tenant, et y font construire un château s’inspirant du style gothique avec deux piscines et une piste d'hélicoptère. Ils y ont également créé un parc botanique et y cultivent des vignes. Ces vignes suscitent l'opposition des îliens.

## Opposition des frères Barclay contre Sercq
La situation de l’île de Sercq est très avantageuse car il n'y a pas d'impôt sur le revenu, le capital et sur l'héritage. Cette évasion fiscale permet en toute légalité aux frères Barclay d'acheter sur l’île de Sercq terres, hôtels et petits commerces. Ils sont régulièrement opposés à la seigneurie de Sercq et revendiquent le désir de s’en séparer politiquement. Ils ont ainsi dessiné un drapeau pour Brecqhou (identique au drapeau de Sercq, mais portant les armes des Barclay dans le coin inférieur droit) et émettent des timbres depuis 1999. Ils veulent instaurer un tourisme de masse, contraire à l'esprit des 40 propriétaires de cette île, et attaquent au « nom de la démocratie et contre la dictature médiévale ». Les frères Barclay proclament la sécession de l’île avec celle de Sercq, mais un tribunal de Guernesey invalide cette proclamation en 2000. Ils attaquent devant les juridictions britanniques et européennes le régime féodal de Sercq qui nuit au développement de leurs affaires sur les deux îles. Par exemple, ils utilisent sur Brecqhou des voitures et un hélicoptère, ce qui est formellement interdit par les lois de Sercq. Leur action entraîne une réforme du système politique de la seigneurie où des élections sont organisées en décembre 2008, afin de renouveler le Parlement local. Cependant le scrutin se révèle défavorable aux deux frères qui, par mesure de représailles, décident de fermer leurs différents établissements sur Sercq, mettant un quart de la population au chômage. Sous la pression de Londres, cette fermeture demeure cependant de courte durée et les commerces et établissements des Barclay sont rouverts dès la réunion du nouveau parlement en janvier 2009.
Ils créent Sark Newsletter, un journal gratuit dans lequel ils expriment leurs opinions sur des personnalités de l’île de Sercq. En réaction, éclate alors en février 2012, le « printemps de Sercq ». Au mois de décembre suivant, les frères se voient notifier par les services du secrétaire britannique des colonies et territoires d'outre-mer que leur journal est « contraire à l'esprit de tolérance de l’île ».

## Drapeau

Drapeau de Brecqhou avant 1987.

Le précédent tenant de Brecqhou, Leonard Joseph Matchan, avait créé son propre drapeau constitué à partir de celui de Sercq auquel il avait ajouté ses armes dans le coin inférieur droit.